# Операция «Тарантелла»
Операция Тарантелла проводилась внешней разведкой Советского Союза с 1930 по 1945 годы. Целями данной операции являлись: контроль за деятельностью английской разведки в отношении СССР и продвижение определенной информации в правящие круги Великобритании. Непосредственными инициаторами и руководителями операции были Артур Артузов, Абрам Слуцкий, Матус Штейнберг.

## Начало
Одной из ключевых фигур операции был Виктор Васильевич Богомолец, который был завербован британской секретной службой Интеллидженс сервис. Вербовку проводил капитан (впоследствии полковник) Интеллидженс сервис (Secret Intelligence Service — SIS) Гарольд Гибсон в 1921 году в Стамбуле.
Основной задачей, которая была поставлена перед В. Богомольцем, был шпионаж против Советского Союза. Разведывательные операции производились из сопредельных Советскому Союзу государств: Болгарии, Румынии, Польши, стран Прибалтики. Позднее Богомолец был переведен в Германию, а затем Францию. Но основной целью его деятельности по-прежнему был шпионаж против СССР с использованием своих связей в кругах русской белой эмиграции.
Советская внешняя разведка подставила Виктору Богомольцу своего агента Бориса Федоровича Лаго . Все выглядело так как будто бы Виктор Богомолец сам вышел на него. Лаго считался видной фигурой русского зарубежья. В своё время он сбежал от красного террора и активно выступал с разоблачительными материалами о деятельности чекистов в Советском Союзе. Это было его прикрытие.
В результате знакомства возник тандем Богомолец-Лаго, с которым и сотрудничала британская разведка.

## Ход операции
Через связку Лаго — Богомолец советской разведке удалось подставить Интеллидженс сервис агентуру, которую англичане долгое время считали своими надежными источниками в Московском комитете ВКП(б), правительстве — ВСНХ и ЦАГИ (закрытом институте, работавшем над ракетной и авиационной тематикой). Информация, приходившая в штаб-квартиру британской разведки из этих источников, всегда оценивалась очень высоко .
В действительности все «агенты» работали под контролем ОГПУ, и сконструированный советской разведкой канал использовался для продвижения в английских правительственных кругах определенной информации по широкому кругу государственных проблем. Руководство советской разведки старалось, таким образом, подтолкнуть Великобританию к более тесному экономическому сотрудничеству с СССР и продвинуть договоренности по обеспечению безопасности в Европе.
В донесениях, имевших конечным адресатом руководителей Великобритании, представлялись вопросы, связанные с положением в высшем руководстве СССР, деятельностью советского руководства на международной арене, состоянию в экономике и отдельных отраслях промышленности страны, некоторые аспекты военного строительства. Они утверждались ответственными офицерами советской разведки. В свою очередь советская разведка получала ценную информацию, идущую от британской и других спецслужб, с которыми сотрудничал Богомолец. Информация по линии операции «Тарантелла» шла по «высшему приоритету» и докладывалась непосредственно И. В. Сталину.

## Завершение
В 1934 году англичане потеряли всякий интерес к В. Богомольцу, и ему со своей агентурой пришлось искать других заказчиков в Румынии и Польше. Б. Лаго выехал в Советский Союз и в дальнейшем работал на Дальнем Востоке. В 1937 году он был арестован по сфабрикованному делу и расстрелян. Реабилитирован в 1997 году. Операция «Тарантелла», однако, продолжалась вплоть до 1945 года. В этом году Богомолец решился на открытое сотрудничество с СССР, когда между ним и англичанами возникли сильные трения. Произошло это в Египте. Взвесив все обстоятельства, руководство внешней разведки СССР, во главе которой с 1939 по 1946 годы стоял П. М. Фитин, пошло на его использование для получения оперативной и политической информации. Виктор Богомолец получил кодовое имя «Бритт» и в дальнейшем плодотворно работал в советской резидентуре.
В начале 1950-х годов связь советской разведки с «Бриттом» была прервана, остаток жизни Виктор Богомолец прожил во Франции.